# V711 Андромеды
V711 Андромеды (лат. V711 Andromedae) — одиночная переменная звезда в созвездии Андромеды на расстоянии приблизительно 7587 световых лет (около 2326 парсеков) от Солнца. Видимая звёздная величина звезды — от +12,74m до +12,45m.

## Характеристики
V711 Андромеды — оранжевый гигант, пульсирующая полуправильная переменная звезда (SR) спектрального класса K. Радиус — около 11,53 солнечных, светимость — около 66,11 солнечных. Эффективная температура — около 4847 K.